# Ambrysus californicus
Ambrysus californicus är en insektsart som beskrevs av F. Jules Montandon 1897. Ambrysus californicus ingår i släktet Ambrysus och familjen vattenbin.

## Underarter
Arten delas in i följande underarter:
- A. c. californicus
- A. c. bohartorum